# Gyrinus urinator
Gyrinus (Gyrinus) urinator – gatunek wodnego chrząszcza z rodziny krętakowatych i podrodziny Gyrininae.

## Taksonomia
Gatunek został opisany w 1807 roku przez Johanna Karla Wilhelma Illigera.

## Opis
Ciało długości od 5,4 do 7 mm o spodzie rdzawym lub jasnobrunatnym, a wierzchu przedplecza i pokryw opalizującym. Na przedpleczu wyraźna bruzda przednia o niewyraźnym punktowaniu. Pokrywy szeroko obrzeżone, o rzędach punktów 1-7 zwykle bardzo płytkich, prawie niewidocznych, a rzędach 9-11 umieszczonych w płytkich bruzdach. Wierzchołek prącia głęboko wcięty.

## Biologia i ekologia
Preferuje drobne i czyste zbiorniki wodne i wody wolno płynące, zarówno słodkie jak i słonawe.

## Rozprzestrzenienie
Gatunek palearktyczny. W Europie wykazany z Bośni i Hercegowiny, Chorwacji, Czech, Francji, Grecji, Hiszpanii, byłej Jugosławii, Polski, Portugalii, Sardynii, Słowacji, Słowenii i Włoch. Ponadto występuje w Afryce Północnej i na Bliskim Wschodzie (w tym Turcji). W Europie Środkowej sporadycznie spotykany, być może nie tworzący tu stałych populacji. W Polsce wykazany z okolic Szczecina, Gryfic, Warszawy i Pajęczna.